# Лекко (провинция)
Лекко (итал. Provincia di Lecco, ломб. Pruvincia de Lecch) — провинция в Италии, в регионе Ломбардия. Провинция имеет площадь 816 км² и поделена на 90 коммун.
Образована президентским декретом от 6 марта 1992 года № 250. Выборы президента провинции состоялись весной 1995 года. Первым президентом провинции стал Марио Ангильери, вступивший в должность 9 мая 1995 года.

## Административное деление
На 1 мая 2005 года крупнейшими коммунами были:
- Лекко — 46 594 человека
- Мерате — 14 375 человек
- Калольциокорте — 14 116 человек
- Казатеново — 12 225 человек
- Вальмадрера — 11 172 человека
- Манделло-дель-Ларио — 10 309 человек
- Гальбьяте — 8 510 человек
- Оджоно — 8 203 человека
- Миссалья — 7 855 человек
- Ольджинате — 6 943 человека
- Колико — 6 768 человек
- Ольджате-Мольгора — 5 903 человека
- Роббьяте — 5 414 человека

### Города
- Анноне-ди-Брианца